# حشره (فیلم ۲۰۰۲)
«حشره» (انگلیسی: Bug) فیلمی در ژانر کمدی است که در سال ۲۰۰۲ منتشر شد. از بازیگران آن می‌توان به جان کارول لینچ، برایان کاکس، جیمی کندی، سارا پلسون، کریس باوئر، مگان کاوانا، گرانت هسلو، آلکسیس کروز، اد بیگلی. جی آر، جان هورتاس، هدی بوروس، جان دو، جان لهر، ترودی استایلر، گای سینر، آرابلا فیلد، وید ویلیامز، ماز جبرانی، مایکل هیچکاک و بلینا لوگن اشاره کرد.